# Rhinelephas
Rhinelephas is een geslacht van vlinders van de familie van de Lycaenidae. Soorten van dit geslacht komen voor in Indonesië.

## Soorten
- R. arrhina Toxopeus, 1928
- R. cyanicornis (Snellen, 1892)